# أبرشيات الكنيسة القبطية الارثوذكسية
أبرشيات الكنيسة القبطية الارثوذكسية يوجد بالكنيسة القبطية الأرثوذكسية  108 ابرشية و 138 أسقف، حيث يوجد داخل مصر 72 ابرشية و 95 أسقف ويوجد خارج مصر 36 ابرشية و43 أسقف. البابا المسئول عن الكنيسة هو البابا تواضروس الثاني (يعد واحدا من ضمن أساقفة الكنيسة) بابا وبطريرك الكنيسة القبطية الأرثوذكسية.

## أبرشيات داخل مصر
توجد 72 ابرشية للاقباط الأرثوذكس في مصر. 

### الأبرشيات داخل مصر

#### القاهرة
- كنائس خاضعة للبابا
- اسقفية كنائس وسط القاهرة
- اسقفية كنائس شرق السكة الحديد
- اسقفية عزبة الهجانة وألماظة وشرق مدينة نصر
- اسقفية عين شمس والمطرية وحلمية الزيتون
- اسقفية عزبة النخل
- اسقفية مدينة السلام وحى الحرفيين
- اسقفية شمال شبرا
- اسقفية جنوب شبرا
- اسقفية منطقة القبة والوايلى ومنشية الصدر
- اسقفية المقطم ومنشية ناصر
- اسقفية كنائس مصر القديمة والمنيل وفم الخليج
- ابرشية المعادي والبساتين ودار السلام
- ابرشية حلوان والمعصرة

#### الجيزة
- ابرشية وسط الجيزة والواسطى
- ابرشية شمال الجيزة
- مطرانية طموه والبدرشين والنمرس والحوامدية والعياط
- ابرشية أكتوبر وأوسيم
- ابرشية أطفيح

#### القليوبية
- مطرانية شبرا الخيمة - القليوبية
- مطرانيه بنها وقويسنا - القليوبية
- مطرانيه شبين القناطر والخانكة وأبوزعبل وطوخ _ القليوبية

#### الإسكندرية
- قطاع المنتزة - الإسكندرية
- قطاع شرق الإسكندرية
- قطاع غرب الإسكندرية
- مطرانية البحيرة ومطروح والخمس المدن الغربية

#### الدقهلية
- ابرشية المنصورة
- مطرانية ميت غمر ودقادوس وبلاد الشرقية

#### الغربية
- ابرشية المحلة الكبرى
- مطرانية طنطا وتوابعها

#### المنوفية
- مطرانية المنوفية

#### دمياط
- مطرانية دمياط

#### بورسعيد
- مطرانية بورسعيد

#### الإسماعيلية
- مطرانية الإسماعيلية

#### السويس
- ابرشية السويس

#### الشرقية

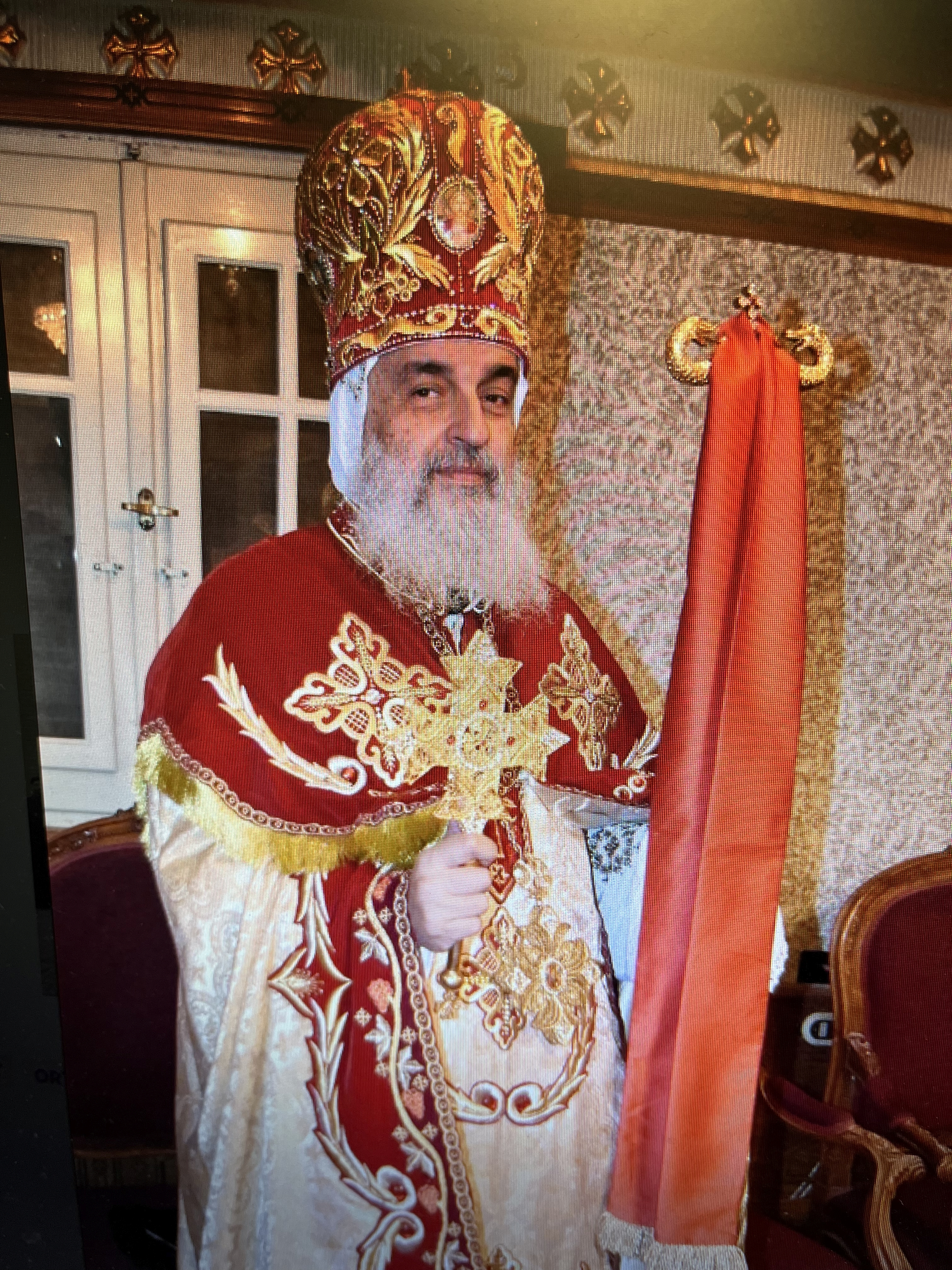
الأنبا مقار أسقف مطرانية الشرقية والعاشر من رمضان

- ابرشية الزقازيق ومنيا القمح
- مطرانية الشرقية ومدينة العاشر

#### سيناء
- ابرشية جنوب سيناء
- ابرشية شمال سيناء

#### الفيوم
- مطرانية الفيوم

#### المنيا
- ابرشية المنيا
- إبرشية أبوقرقاص
- إبرشية شرق المنيا
- مطرانية مطاي وتوابعها
- مطرانية مغاغة والعدوة
- مطرانية ملوى وأنصنا والأشمونين
- مطرانية دير مواس ودلجا
- مطرانية سمالوط
- مطرانية بني مزار والبهنسا

#### بني سويف
- مطرانيه بنى سويف
- مطرانية ببا والفشن وسمسطا

#### أسيوط
- ابرشية أسيوط
- مطرانية أبنوب والفتح ومدينة وأسيوط الجديدة
- ابرشية ديروط وصنبو
- ابرشية أبو تيج وصدفا والغنايم
- مطرانية القوصية
- ابرشية منفلوط

#### الوادي الجديد
- ابرشية الوادي الجديد

#### سوهاج
- مطرنية سوهاج والمنشاه والمراغه
- ابرشية جرجا
- مطرانية طما
- ابرشية طهطا وجهينه
- مطرانية أخميم وساقلته
- مطرانية البلينا

#### قنا
- مطرانية قنا
- مطرانية نجع حمادي
- مطرانية نقادة وقوص
- مطرانية دشنا

#### الأقصر
- ابرشية الأقصر
- ابرشية اسنا وارمنت

#### أسوان
- مطرانية أسوان

#### البحر الأحمر
- ابرشية البحر الأحمر

## أبرشيات خارج مصر
الأبرشيات خارج مصر 

### أمريكا الشمالية

#### الولايات المتحدة الأمريكية
- أبرشية أمريكا الشمالية
- أبرشية لوس انجلوس
- أبرشية نيويورك
- أبرشية جنوب الولايات الأمريكية
- أبرشية أوهايو وميشيجن وأنديانا
- أبرشية كارولينا الشمالية والجنوبية وكنتاكي
- أبرشية بنسلفانيا
- أبرشية فيرجينيا
- أبرشية شمال كاليفورنيا

#### كندا
- أبرشية تورنتو الكبرى
- أبرشية ميسيسوجا وفانكوفر وغرب كندا
- أبرشية أوتاوا ومونتريال وشرق كندا

### أمريكا الجنوبية
أنظر أيضا: الكنيسة القبطية الأرثوذكسية في أمريكا الجنوبية
- أبرشية بوليفيا
- أبرشية ساو باولو والبرازيل

### أستراليا
أنظر أيضا: الكنيسة القبطية الأرثوذكسية في أستراليا
- أبرشية سيدني
- أبرشية ملبورن

### القدس
- بطريركية الاقباط الارثوذكس بالقدس

### السودان
- أبرشية شمال السودان
- أبرشية جنوب السودان

### إفريقيا
- أبرشية جنوب إفريقيا
- أبرشية شمال ووسط إفريقيا

### أوروبا

#### المملكة المتحدة
أنظر أيضا: الكنيسة القبطية الارثوذكسية في المملكة المتحدة
- أبرشية ميدلاندز
- أبرشية أيرلندا واسكتلندا وشمال شرق إنجلترا
- أبرشية لندن

#### ألمانيا
- أبرشية هوكستر برينكينهاوزن- شمال ألمانيا
- أبرشية جنوب ألمانيا

#### فرنسا
- أبرشية جنوب فرنسا والجزء الناطق بالفرنسية من سويسرا
- أبرشية شمال فرنسا
- أبرشية الأقباط الأرثوذكس الفرنسيين

#### إيطاليا
- أبرشية تورينو
- أبرشية ميلانو

#### السويد
- أبرشية ستوكهولم وجميع الدول الاسكندنافية

#### هولندا
- أبرشية هولندا

#### اليونان
- أبرشية اليونان

#### النمسا
- أبرشية النمسا والجزء الناطق بالألمانية من سويسرا

#### المجر
- أبرشية وسط أوروبا

### أسيا
أنظر أيضا: الكنيسة القبطية الأرثوذكسية في آسيا
يوجد مجموعة من الكنائس القبطية الأرثوذكسية بأسيا، يعضها يخضع لأبرشية سيدني (أستراليا) كما يوجد أسقف عام لأسيا، ولكن لا يوجد بها أبرشيات.